# Heinrich Dohrendorf

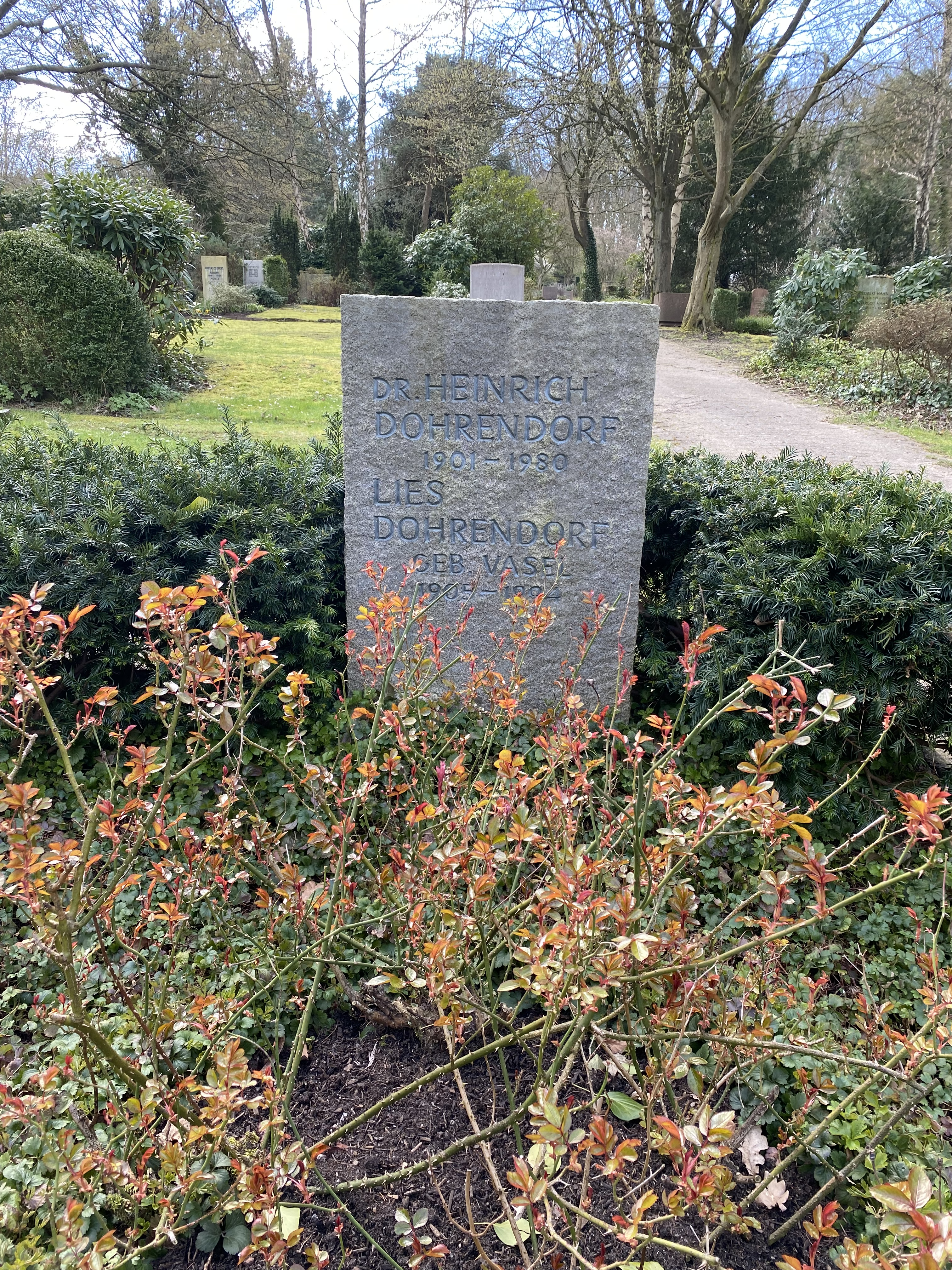
Grabstätte auf dem Friedhof Blankenese

Heinrich Dohrendorf (* 21. Februar 1901 in Kasseburg; † 1980) war ein deutscher Groß- und Außenhandelskaufmann sowie Wirtschaftswissenschaftler.

## Leben und Tätigkeit
Nach dem Schulbesuch studierte er Rechts- und Staatswissenschaften. 1923 promovierte er an der Universität Hamburg. Das Thema seiner Dissertation lautete Die Umwandlung der Organisation der landwirtschaftlichen und gewerblichen Produktion in der Gemeinde Sande-Lohbrügge. 
Heinrich Dohrendorf war von 1949 bis 1956 Hauptgeschäftsführer und danach bis 1966 Geschäftsführendes Präsidialmitglied des Gesamtverbandes des Deutschen Groß- und Außenhandels e. V. Bis 1973 blieb er Mitglied des Vorstandes und war von 1966 bis 1973 zeitgleich Mitglied des Wirtschafts- und Sozialausschusses der Europäischen Gemeinschaften.
Daneben wirkte er in internationalen Gremien mit, so in der Internationalen Handelskammer in Paris.
Heinrich Dohrendorf wurde auf dem Hamburger Friedhof Blankenese beigesetzt.

## Schriften (Auswahl)
- Die Umwandlung der Organisation der landwirtschaftlichen und gewerblichen Produktion in der Gemeinde Sande-Lohbrügge. Bergedorf 1923.
- Die Umsatzsteuer des Groß-, Ein- und Ausfuhrhandels (= Schriften zur Förderung der Großhandelsarbeit, Heft 2). Landsmann-Verlag, Berlin-Schöneberg 1937.
- Die Umsatzsteuer des Groß-, Ein- und Ausfuhrhandels (= Schriften zur Förderung der Großhandelsarbeit, Heft 2). Erweiterte Neuausgabe, Landsmann-Verlag, Berlin-Schöneberg 1938.
- (mit anderen): Vertriebsfragen für Konsumgüter. Baden-Badener Betriebsführergespräche 1955, hrsg. vom Bundesverband der Deutschen Industrie und des Rationalisierungs-Kuratorium der Deutschen Wirtschaft (RKW), München 1957.
- Was erwartet der deutsche Handel von EWG und FHZ? In: Europäische Wirtschafts-Gemeinschaft, 1958, Nr. 6, S. 109–111.
- Niederlassungsrecht im Handel und Recht der Zulassung. In: Europäische Wirtschafts-Gemeinschaft, 1959, S. 28–31.
- Ordnung in der Rabattpolitik ist nötig. Mengen- und Funktionsrabatt müssen in richtiger Relation stehen. In: Handelsblatt Nr. 233 vom 21. November 1960.